# Plazoleta de Santa Ana
La Plazoleta de Santa Ana es una plaza pública ubicada en el extremo occidental del centro histórico de Cusco, Perú, al final de la Cuesta de Santa Ana. Se destaca por el Templo de Santa Ana que se levanta en ella.Desde 1972, este espacio urbano fue declarada como Monumento Histórico del Perú al ser parte de la Zona Monumental del Cusco. Asimismo, en 1983 al ser parte del casco histórico de la ciudad del Cusco, forma parte de la zona central declarada por la UNESCO como Patrimonio Cultural de la Humanidad.  y en el 2014, al formar parte de la red vial del Tawantinsuyo volvió a ser declarada como patrimonio de la humanidad.

## Historia
En la fundación prehispánica del Cusco, crearon en el antiguo cerro “Chanapata” el barrio de Q'armenca donde se asentaron los guerreros Cañaris, quienes conformaban la guardia del Inca. Años más tarde luego de la conquista de los españoles se empezó con la repartición de los solares, este barrio fue entregado a Juan de Betanzos. El área era una plataforma ceremonial o usnu que llevaba el nombre de Markatampu, lugar donde se practicaban rituales que incluían sacrificios humanos. La erradicación de esta costumbre religiosa prehispánica quizás fue una de las razones por la cual en el siglo XVI se estableció allí el templo cristiano. De igual modo, por este sitio también cruza hasta la actualidad el Camino inca a Chinchaysuyo; se trata de parte del Qhapaq Ñan, camino que durante el periodo virreinal articuló la zona de Huancavelica –donde se extraía el mercurio– con los ricos yacimientos de plata de Potosí, en el Alto Perú. En dicha ruta, Cusco era un punto de paso muy destacado, económicamente privilegiado.
El 28 de abril de 1559, el corregidor Juan Polo de Ondegardo, cumpliendo lo ordenado por el virrey Andrés Hurtado de Mendoza, fundó la parroquia de indios de "Santa Ana" en el barrio de Q'armenqa ubicado al noroeste de la ciudad. Así, en un llano del cerro se construyó esta plazoleta así como la iglesia y una torre independiente del edificio del templo.